# Glendale (Contea di Monroe, Wisconsin)
Glendale è un comune degli Stati Uniti, situato in Wisconsin, nella Contea di Monroe.